# Solomon Bandaranaike
Solomon West Ridgeway Dias Bandaranaike (singalese: සොලමන් වෙස්ට් රිජ්වේ ඩයස් බන්ඩාරනායකම්. (දෙමව්පියන් දෙමල), tamil: சாலமன் வெஸ்ட் ரிச்சர்ட் டயஸ் பண்டாரநாயக்கா; Colombo, 8 gennaio 1899 – Colombo, 26 settembre 1959) è stato un politico singalese, primo ministro dello Sri Lanka dal 1956 al 1959, anno in cui venne assassinato.
La moglie era Sirimavo Bandaranaike, la figlia Chandrika Kumaratunga.